# スーパーロボット大戦Z
『スーパーロボット大戦Z』（スーパーロボットたいせんゼット / Super Robot Wars Z）は、バンダイナムコゲームスからバンプレストレーベルで発売されたシミュレーションRPG。略称は『スパロボZ』または『SRWZ』。キャッチコピーは「多元世紀元年 僕らの世界は崩壊した…」。
本項目では、後日発売された『スーパーロボット大戦Z スペシャルディスク』についても記述する。

## 概要
SDで表現されたロボットたちが競演するクロスオーバー作品「スーパーロボット大戦シリーズ」の一作。据え置き型ハードで発売される、版権作品を扱ったシミュレーションRPGとしては『第3次スーパーロボット大戦α 終焉の銀河へ』以来、3年ぶりの完全新作となる。
総合プロデューサーの寺田貴信は、過去に「シリーズ最終作のタイトルをつけるなら『Z』にしたい」と語っていたが本作発表後に撤回しており、今作の「Z」には新たなる始まりとの意味を込めたという。当初はシリーズ化の有無は結果次第と発表されていたが、CMでは「新シリーズ始動」を銘打たれ、2011年には続編である『第2次スーパーロボット大戦Z』が発売。本作は「αシリーズ」に続くシリーズカテゴリ「Zシリーズ」の第1作目となった。
本作発売前には、シリーズ恒例の「スパロボ感謝祭」やBS11デジタルでのプロモーションビデオの放送のほか、キャラホビ2008のスペシャルステージ、WEBマガジン「TRYOUT」の発行、「真夜中の宴」や「トークキャラバン」と銘打ったイベントなど数多くのプロモーションが実施された。
本作はストーリー序盤で発生した大事件により多数の世界が融合して誕生した「多元世界」が主な舞台であり、様々な世界の様々な種族が入り乱れる混沌とした世界観に合わせ、従来のシリーズ作品以上に異種族との対話に重点を置いた作風となっている。中盤には味方部隊が二分化し、敵の陰謀と互いの意見の衝突により、双方の部隊同士での戦いに発展する。
戦闘アニメーションや背景グラフィックは刷新されており、以前までの作品に比べて細かく描き込まれているほか、既存のキャラクターグラフィックも一新された。その他、登場作品の枠を越えた特殊台詞や、ガンダムシリーズ以外の創通制作作品のリアルサイズカットインの導入など、新たな試みも取り入れられている。
「PlayStation Awards 2008」において、ゴールドプライズ（累計出荷本数50万本以上100万本未満のタイトルに対して贈られる）を受賞した。
オープニング画面でのタイトルコールは、水木一郎によるもの。

## あらすじ
この宇宙には、次元の壁を隔てて様々な並行世界が存在する。ある時、とある並行世界で「時空震動」と呼ばれる超常現象が発生。それと同時に時空の壁が破壊され、宇宙に存在する様々な並行世界が一つに融合、新たな世界「多元世界」が誕生した。しかしその世界はとても不安定なもので、前触れもなく突然発生する時空震動によって人や物が突然別の場所に飛ばされたり、最悪の場合は消滅してしまったりといったこともしばしばで、人々は不安と闘いながら日々を過ごしていた。
また、様々な世界からやってきた軍隊や異星人といった勢力が謀略を巡らせ、数々の紛争が勃発し始めた。これに対し主人公を中心とした一行は・「ZEUTH（“Z Emergency Union of Terrestrial Human”〈地球人類緊急救援連合〉）」を結成し、紛争の解決に乗り出す。幾多の戦いを乗り越える中で、主人公に幾多も接触する黒衣の青年・アサキム・ドーウィン、世界規模の情報ネットワークシステム・「UN」の中に潜む、黒のカリスマなる謎の人物など、様々な謎を孕みながら、ZEUTHは紛争の裏に隠れた陰謀に近づいていく。

## 参戦作品

### 一覧
★マークはシリーズ初参戦作品。☆マークは据え置き型機初参戦作品。
- ★オーバーマン キングゲイナー
- ☆THE ビッグオー
- ★THE ビッグオー 2nd SEASON
- 無敵鋼人ダイターン3
- 無敵超人ザンボット3
- 戦闘メカ ザブングル
- 機動戦士Ζガンダム
- 機動戦士ガンダム 逆襲のシャア
- 機動新世紀ガンダムX
- ∀ガンダム
- 機動戦士ガンダムSEED DESTINY
- マジンガーZ
- グレートマジンガー
- ゲッターロボG
- UFOロボ グレンダイザー
- ★宇宙大帝ゴッドシグマ
- ★創聖のアクエリオン
- ★交響詩篇エウレカセブン
- ★超時空世紀オーガス
- ★宇宙戦士バルディオス
- ★超重神グラヴィオン
- ★超重神グラヴィオンツヴァイ

### 解説
新規作品は全9作。過去のシリーズには見られなかった、ストーリー上再現が難しい特殊な世界観の作品が多いのも特徴。
『機動戦士Ζガンダム』は、ストーリーやキャラクター、キャストに劇場版『機動戦士Ζガンダム A New Translation』の設定が加えられており、『戦闘メカ ザブングル』にはアーサー・ランクの生存やエルチ・カーゴの目の治療についての言及など、劇場版『ザブングル グラフィティ』の要素も含んでいる。
『機動戦士ガンダムSEED DESTINY』は、シン・アスカの視点での物語が再現されている。終盤ではシン達ザフト軍と敵対する原作準拠のストーリーとは別に、シンとルナマリアがザフト軍を離脱して味方部隊に残るIFストーリーが用意されており、条件を満たすとこちらのルートに進む（一度クリア以降は無条件で進むか否かを選択できる）。『第2次スーパーロボット大戦Z 破界篇』の限定版付属のダイジェストブックでは、IFストーリーが正史として語られている。
『宇宙戦士バルディオス』には劇場版の声優が起用されている。また、ソノラマ文庫の小説版で使用したバルディオス最後の必殺技「バルディロイザー」が初めて映像で描かれた。さらには、あるシナリオで同作の最終回を再現した特殊なゲームオーバーを見ることができる。
発売前情報では『機動戦士ガンダム 逆襲のシャア』は機体のみ登場と宣伝されていたが、『機動戦士Ζガンダム』のアムロ・レイが『機動戦士ガンダム 逆襲のシャア』時代のパイロットスーツを着ている演出がある。
『超重神グラヴィオン』の敵キャラクター、ゼラバイアの一部には、同作の監督である大張正己により名前が付けられている。
『スーパーロボット大戦Scramble Commander the 2nd』まで、シリーズオリジナル作品は参戦作品の一つ（主に『バンプレストオリジナル』名義）として扱われていたが、本作以降のシリーズ作品では参戦作品とは別途の「オリジナルキャラクター」として紹介されている。

### パッケージ登場機体
（※五十音順）
- オーガス（超時空世紀オーガス）
- キングゲイナー（オーバーマン キングゲイナー）
- ゴッドグラヴィオン（超重神グラヴィオン）
- ゴッドシグマ（宇宙大帝ゴッドシグマ）
- ザブングル（戦闘メカ ザブングル）
- ソーラーアクエリオン（創聖のアクエリオン）
- デスティニーガンダム（機動戦士ガンダムSEED DESTINY）
- ニルヴァーシュ typeZERO（交響詩篇エウレカセブン）
- バルディオス（宇宙戦士バルディオス）
- マジンガーZ（マジンガーZ）

## システム
ここでは、本作特有のシステムや新規追加・変更されたシステムについて解説する。シリーズ共通のシステムについてはスーパーロボット大戦シリーズのシステムを参照。
トライバトルシステム
αシリーズにおける小隊システムのブラッシュアップ版。ユニット3機で1小隊を構成する。コストを考える必要がなくなり、より自由な編成ができるようになった。また、状況に応じて3つのフォーメーションを使い分けることができる。これにはそれぞれ相性があり、相手に対して有利なフォーメーションだった場合、ダメージが上昇したり一部の能力を無効化させることができる。
トライフォーメーション
小隊長を先頭に小隊員が縦一列に並んだ陣形。この状態でのみ、特殊攻撃「トライチャージ」が使用可能になる。トライチャージは全体攻撃の一種だが、バリアを貫通することができ、敵小隊のユニット数によるダメージの減少が起こらない。見た目は全機による一斉射撃だが、弾薬やENを消費するのは小隊長のみ。通常攻撃を行う際は、小隊員による小隊攻撃が発生しない。小隊員による小隊長の援護防御が可能。また、トライチャージは主に原作に準じた編成によっては攻撃力が上昇する。後述のセンターフォーメーションに対して有利。
センターフォーメーション
小隊長の前に小隊員2機が並んだ密集陣形。小隊長の攻撃と小隊員の小隊攻撃を敵1機に集中させることができる。ただし、小隊員の攻撃力は大きく減少する。小隊員による小隊長の援護防御が可能であり、小隊内にバリアを持つユニットがいれば全機にその効果が適用される。αシリーズの小隊システムに近い。ワイドフォーメーションに対して有利。
ワイドフォーメーション
小隊長を中心に小隊員が左右に展開した陣形。各機が敵小隊の対応するユニットを個別に攻撃する。敵小隊が1or2機の場合、攻撃対象のいない小隊員は待機状態となる。小隊員の攻撃力の減少幅は、センターフォーメーションよりも小さい。広く展開しているために援護防御はできなくなるが、小隊員への全体攻撃やトライチャージによるダメージが大きく軽減される。トライフォーメーションに対して有利。

照準値
本作よりユニットの能力として新たに導入された能力値。これが高いほど攻撃の命中率が高くなり、命中率を強化パーツや精神コマンド以外でコントロールしやすくなった。
連続ターゲット補正
集中攻撃に対する回避マイナス補正。攻撃を回避する度に、回避率が5％ダウンする。これにより運動性の高いユニットによる囮戦術を立てることは困難になっているが、回避に優れる敵ユニットに対して集中攻撃を行うことで被弾率を高めることができる。なお、マイナス補正はフェイズ終了時にリセットされる。
プレースメント
包囲によるダメージプラス補正。攻撃対象となる敵小隊の前後左右4方向に味方小隊が複数隣接すると、ダメージ補正が加わる。補正値は2〜3小隊で5%、4小隊で10%。なお、攻撃する小隊が隣接していてもカウントに含めない。
SRポイント
「スパロボポイント」の略。αシリーズの熟練度システムに相当する。「一定ターン以内にクリアする」「HPが一定以下になると逃走する敵を撃破する」といった各ステージに1つ設定されている特定条件を満たすと「SRポイント」が1ポイント上昇し、全てのキャラクターに育成用のポイントがボーナスで入る。難易度設定と連動しており、そのステージ以前に獲得したSRポイントが80%以上でHARD、30〜79%でNORMAL、29%以下でEASYとなる。一部隠し要素の取得条件にもなっており、また獲得値によって条件が緩和されるものもある。

### 原作設定を再現したシステム
合神・重力子臨界（超重神グラヴィオン）
グランカイザーのパイロットである天空侍斗牙の気力が130を超えることで、ゴッドグラヴィオンに合神が可能となる。ゴッドグラヴィオンには重力子臨界が設定されており、3ターンで合神は強制解除され、次のマップまで再合神はできない。後のイベント以降は、常にゴッドグラヴィオンのままになる。
アクエリオンの「のりかえ」（創聖のアクエリオン）
アポロと指定された2人の組み合わせで乗り換える。組み合わせは計5通りで、パイロットによって使用可能な武器が変化する。
エレメントシステム（創聖のアクエリオン）
アクエリオンのパイロットの気力が130を超えると、各能力が搭乗する3人のパイロットのそれぞれ一番高い数値になる。
サテライト・キャノン（機動新世紀ガンダムX）
ガンダムエックスとガンダムダブルエックスが対象。月の出ているマップで戦闘開始から一定ターンが経過するとサテライト・システムが起動し、サテライト・キャノン、ツイン・サテライト・キャノンが発射可能となる。チャージに要する時間は4ターンだが、ガンダムダブルエックスがGファルコンと合体している場合は1ターン短縮される。
バザー（戦闘メカ ザブングル）
一部マップを除き、インターミッション画面で強化パーツなどの売買が行える。取引にはBS（ブルーストーン）が必要。ユニットも購入できるが、売却はできない。なお、進行によっては隠しユニットや武装の追加など、特殊なイベントも発生する。
戦術換装（機動戦士ガンダムSEED DESTINY）
マップ上にミネルバが存在する場合のみインパルスガンダムの装備をフォース・ソード・ブラストのいずれかに換装でき、ENも全回復する。なお、イベント時を除き、一度換装した装備は同じマップでは再度換装できない。
トリニティチャージ（宇宙大帝ゴッドシグマ）
1マップにつき1回のみゴッドシグマのENを全回復する。
ネゴシエイション（THE ビッグオー）
ビッグオーが戦闘した敵の気力をダウンさせる他、撃墜された味方機の修理費が無料となる。なお、ビッグオーが出撃していない場合やシナリオ終了時にビッグオーが撃墜されている場合は除く。
亜空間突入（宇宙戦士バルディオス）
マリンの気力が130を超えるとバルディオスが一定確率で敵の攻撃を完全回避できる。また、地形の影響を無視して移動が可能。バルディオスの他、アルデバロン系ロボットなどに装備されている。

### その他の設定
主人公部隊名称
プレイ中盤に命名イベントがあり、プレイヤーの任意の名称をつけることができる。デフォルト名は“Z Emergency Union of Terrestrial Human”（地球人類緊急救援連合）の頭文字からZEUTH（ゼウス）。「Z」は「不退転」という意味を込めているという。
なお、名称入力時に「おまかせ」を選択すると、他にも「特攻Zチーム」「絶斗組」「超機戦隊Z」「ZEROS」といった候補が登場する。また、部隊名をいつでも変更できる。
精神コマンド
戦闘や移動を補助するコマンドで各パイロットとも最大5つまで習得する。パイロットによってはストーリーの進行に伴って特定の精神コマンドを習得したり、既存の精神コマンドが別のものに変更されたりする。また、従来の作品に比べてダメージが2倍になる「熱血」を覚えるパイロットの割合が減少し、習得レベルが引き上げられた。パイロットの精神ポイントも少なめに調整されている。
飛行ユニット
飛行移動は1マス移動毎にENを1消費する。また、今作より「LFO」「KLF」の特殊能力を持つユニットを除き、ターン終了時にENを10消費するようになった。
戦闘アニメーション
今作よりユニットの高低差が戦闘アニメーションに反映されており、地上から空中の敵を攻撃する時は上空に発砲したり、戦闘機が地上のユニットを攻撃する時は下方に向けてミサイルを発射するなど演出が変わる。また、同じ武器でもトドメ演出が複数パターン用意されているものや、パイロットによって演出が異なる場合もある。
図鑑
ゲームをクリアすると、ロボット大図鑑とキャラクター辞典の説明内容が更新される。しかし、オリジナルキャラクターのレーベン・ゲネラールとシュラン・オペルの声優は逆に表記されている。

## オリジナルキャラクター
主人公はランドとセツコの2人のうちの1人を選択する。選ばなかった方は中盤に一時的に敵として登場し、アサキムに対する思惑の違いから対立するもその後に和解する。また、どちらを選ぶかで中盤での分岐後の部隊メンバーに影響したり、一部のオリジナルキャラクターの行動も違ってくる。
ランド・トラビス、メール・ビーター
ガンレオン（デザイン - Mがんぢー）に搭乗する。テーマ曲は葉山宏治が作曲。荒廃した未来からストーリーが始まる。主人公分岐で活躍する作品は『交響詩篇エウレカセブン』、『機動新世紀ガンダムX』、『創聖のアクエリオン』、『宇宙戦士バルディオス』、『オーバーマン キングゲイナー』など。
セツコ・オハラ、デンゼル・ハマー、トビー・ワトソン
バルゴラ（デザイン - 明貴美加）に搭乗する。宇宙世紀のガンダムやマジンガーZ、ゲッターロボが存在する世界の軍人。主人公分岐で活躍する作品は『機動戦士ガンダムSEED DESTINY』、『機動戦士Ζガンダム』、『超重神グラヴィオン』、『無敵超人ザンボット3』、『宇宙大帝ゴッドシグマ』など。
アサキム・ドーウィン
シュロウガ（デザイン - 大張正己）に搭乗する。
ツィーネ・エスピオ
エリファス（デザイン - 田野邊尚伯）に搭乗する。

## 世界観・用語
多元世界
ブレイク・ザ・ワールドによって誕生した新世界。事件後はそれぞれの世界の暦が改められ、多元世紀と呼ばれるようになる。時空振動弾の発動によって多数の異世界間の壁が破壊され、複雑に入り混じった世界となり、時空転移などの超常現象が多発。影響は地球や太陽系のみならず、他の恒星系にまでおよぶ。なお、主人公の選択次第ではブレイク・ザ・ワールド前の別々の世界に再び分離して安定する。本作以後のZシリーズにおいては、多元世界で安定した完全安定エンドが正史となっている。
下記の元の世界以外の『創聖のアクエリオン』、『交響詩篇エウレカセブン』、『THE ビッグオー』といった特殊な世界観を持つ作品は、原作と同様である。
宇宙世紀の世界
セツコ・オハラの出身世界。『機動戦士Ζガンダム』の世界観を基本とし、宇宙ではエゥーゴとティターンズが対立し、地球ではDr.ヘルやミケーネ帝国がマジンガーチームによって滅び、恐竜帝国とベガ星連合軍との戦いが終盤にさしかかっている。
宇宙世紀のガンダムシリーズ、マジンガーシリーズ、『ゲッターロボG』のキャラクターはこの世界の出身。
コズミック・イラの世界
ツィーネ・エスピオの出身世界。『機動戦士ガンダムSEED DESTINY』の世界観を基本とし、ナチュラルとコーディネーターの対立が再燃しようとしている。
『無敵超人ザンボット3』、『宇宙大帝ゴッドシグマ』、『宇宙戦士バルディオス』、『超重神グラヴィオン』、『無敵鋼人ダイターン3』のキャラクターはこの世界の出身。
荒廃した世界
ランド・トラビスとメール・ビーターの出身世界。はるか過去に起こった謎の大変動により地球環境が荒廃している。大変動前には超古代文明があったらしく、地面の下にはその遺物である超ロボット兵器なども埋まっている。
『機動新世紀ガンダムX』、『戦闘メカ ザブングル』、『オーバーマン キングゲイナー』、『∀ガンダム』のキャラクターはこの世界の出身で、地域ごとに各作品の文化が存在している。
次元力
次元や時空をも操ることができるとされるエネルギー（場合によってはエネルギーとすら言えない）で、別名は「オリジン・ロー」。「大いなる力」とも言われており、手に入れた者は太極に到達し、この世の全てを制するとされている。
スフィア
アサキム・ドーウィンが捜し求める謎の物体（描写からすると物体・エネルギーの差こそあれ、基本的に球体であるらしい）。あらゆる並行世界にそれぞれ1つしか存在しないが、並行世界の融合により『Z』の多元世界には2つ存在する。主人公の機体に組み込まれており、特定の感情・行為に反応して能力を発揮する。全部で12個が存在するらしい。
なお、『Z』本編では主人公に選んだ方のみが共鳴し、もう片方は覚醒しないままだが『スーパーロボット大戦Z スペシャルディスク』では両方とも共鳴している。
相剋界
『超時空世紀オーガス』からの設定。相剋界はブレイク・ザ・ワールドによって形成された、地球上を覆う電離層に似た性質の層。相剋界が濃い場所では宇宙との往来は完全に不可能になる。ただし、相剋界は強力な衝撃によって外部から破ることが可能であり、セツコ編では超重剣の招来で開いた穴から往来が可能となっている。
トラパー
『交響詩篇エウレカセブン』からの設定。トラパーの濃い場所では相対的に相剋界が薄くなっている。
ブレイク・ザ・ワールド
時空振動弾の影響でさまざまな世界が交じり合い、多元世界が誕生した出来事。時空振動の影響でそれぞれの世界の多くの人命が失われ、人々は大きな不安を抱えるようになった。なお、名称は『機動戦士ガンダムSEED DESTINY』のユニウスセブン落下テロ事件からだが、時空振動弾の影響により展開自体は原作と大きく異なる。
セカンド・ブレイク
黒のカリスマと名乗っていたジ・エーデル・ベルナルの陰謀で再び引き起こされた時空崩壊。地球の地形が元の形を留めないほど激変し、相剋界が薄まってトラパーの領域が大幅に広がった。影響は地球のみならず太陽系にもおよび、水星と金星が消滅、さらに宇宙全体が虹色のオーロラに包まれるようになる。この事件により、ただでさえ不安定であった次元境界線のバランスは大幅に崩れ、世界全体の命運は風前の灯火となる。
UN（ユーエヌ）
UNIVERSAL NETWORK（ユニバーサル・ネットワーク）の略。新地球連邦により、多元世界の情報網の一元化および共有化を目的に設置された。相剋界の存在により従来のシステムでは通信がし辛いなどのこともあり多元世界では俗に言うテレビやニュース、インターネットに値するほぼ全ての情報ネットワークシステムを兼ねる重要な情報システムとなっている。この敷設の功が認められてエーデル・ベルナルは准将に昇格し、賢人会議の末席に名を連ねるまでになった。管理者はジエー・ベイベル。多元世界における情報インフラとして高い影響力を持つ。
管理システムは南米の軌道エレベーター跡地に集約されて一括管理されている。これを管理するエーデル准将率いるカイメラの情報戦術により新地球連邦の賢人派を一掃、二分化したZEUTHに巧妙な偽情報を送って双方を同士撃ちに追い込むなど成果を挙げた。最終的にZEUTHにより管理システムは占拠され、カイメラ打倒後は新地球連邦が管理することとなる。
黒歴史
『∀ガンダム』からの設定。原作では文明崩壊前の封印された歴史のことだが、『創聖のアクエリオン』の設定が加わっており、時空破壊によって作られた1万2千年周期の時間の輪で延々と続く戦乱が黒歴史と呼ばれる。上記の2作品に加え、『オーバーマン キングゲイナー』と『THE ビッグオー』は特にこれと深く関わっており、機体の中に互いの敵のデータが入っているなどのクロスオーバーが多く見られる。また、別世界のマジンガーやゲッターロボの存在も黒歴史に含まれており、この設定は『第2次スーパーロボット大戦Z』の世界観にも活かされている。
記録の管理はD.O.M.E.が行っている。

## スペシャルディスク
『スーパーロボット大戦Z スペシャルディスク』（スーパーロボットたいせんゼット スペシャルディスク）は、バンダイナムコゲームスからバンプレストレーベルで発売されたゲーム。PlayStation 2最後のスーパーロボット大戦シリーズ。『スーパーロボット大戦Z』の補完的作品で、好きな戦闘を見られる「バトルビューワー」や、『Z』本編の後日談などをプレイできる。

### ゲームモード
エクストラステージ
ストーリーモード
『Z』のサイドストーリーや後日談をプレイすることができる。 内容は以下の5種。
- アナザーサイドレコード（ティターンズやファントムペインなど敵側キャラクター視線の本編補完ストーリー。全5話）
- バックストーリーメモリー（レントンとロジャー、2人が遭遇した出来事を語る全3話のサイドストーリー）
- グローリー・スターレポート（セツコ編32 - 33話の間に起きた出来事を語る全4話のサイドストーリー）
- ビーター・サービス業務日誌（ランド編38 - 39話の間に起きた出来事を語る全4話のサイドストーリー）
- シークレットエピローグ（本編終了後、突如として動き出した謎のシステム「エグゼクター」を止めるため、再結成したZEUTHの戦いを描く全3話の真の完結編。なお、ランド、セツコのどちらかを選んだかで1話のメンバーが変わる。また、一部行方不明や消息が途絶えた人物のその後も描かれる）

チャレンジバトル
与えられた条件で勝利条件を達成することを目指すモード。『スーパーロボット大戦D』などに搭載されていたツメスパロボと似ているが、こちらは本編同様のシステムで行われるために命中率が固定されていない、マップセーブや出撃前の準備が可能、賞品がないといった点が異なる。

ライブラリー
『Z』に収録されていたロボット大図鑑やシナリオチャートなどがコンプリートした状態で収録されている。
スペシャルシアター
オリジナルキャラクターや機体の公式設定資料や中断メッセージ集、本編で使用されたムービー、特定のテーマに沿って編集された戦闘が流れるバトルシアターなどを観賞できる。なお、バトルシアターの戦闘シーンの中にはバトルビューワーで設定不可能なものもある。
バトルビューワー
『Z』に登場した機体の戦闘アニメーションを自由な設定で鑑賞できる。『新スーパーロボット大戦』のスペシャルディスクや『スーパーロボット大戦OG外伝』に収録のフリーバトルと同じようなものだが、こちらは味方機に敵機の選択と同ユニットによる戦闘は設定できない。なお、本作登場の2機体に関してはエクストラステージの全シナリオをクリアすると使用可能になる。

### パッケージ登場機体（スペシャルディスク）
（※五十音順）
- オーガス（超時空世紀オーガス）
- グレンダイザー（UFOロボ グレンダイザー）
- ゴッドグラヴィオン（超重神グラヴィオン）
- ゴッドシグマ（宇宙大帝ゴッドシグマ）
- ソーラーアクエリオン（創聖のアクエリオン）
- ダイターン3（無敵鋼人ダイターン3）
- デスティニーガンダム（機動戦士ガンダムSEED DESTINY）
- ニルヴァーシュ typeZERO（交響詩篇エウレカセブン）
- バルディオス（宇宙戦士バルディオス）
- ビッグオー（THE ビッグオー）

## スタッフ
プロデューサー
寺田貴信
じっぱひとからげ
ディレクター
名倉正博
安斉誠
オリジナルメカデザイン
明貴美加
Mがんぢー
野中剛（バンダイ）
吉野修広（プレックス）
田野邊尚伯（プレックス）
高木義弘（プレックス）
大張正己
オリジナルキャラクターデザイン
河野さち子（シー・ピー・トムズ）
脚本
名倉正博
挿入歌
葉山宏治

## 主題歌
どちらもJAM Projectが担当。
オープニングテーマ「Crest of“Z’s”」
作詞・作曲：影山ヒロノブ
エンディングテーマ「Cosmic Dance」
作詞・作曲：奥井雅美

## プロモーション

### スパロボ感謝祭2008
2008年4月19日に品川プリンスホテル「ステラボール」にて開催されたファン感謝イベント。本作の発表をはじめ、『スーパーロボット大戦A PORTABLE』と『無限のフロンティア スーパーロボット大戦OGサーガ』のプレゼンテーションも行われた。

### 感謝祭ダイジェスト＆PV放送
2008年6月28日にBS11デジタルにて、スパロボ感謝祭2008のダイジェストと本作のPVが放送された。

### 真夜中の宴
2008年6月28日の深夜、秋葉原のUDXシアターで本作のトークイベントが行われた。チーフプロデューサーの寺田貴信、プロモーションディレクターの嶋崎直登と共に、会場に集まったユーザーが上記BS11デジタルのスパロボ感謝祭2008ダイジェストを鑑賞。その後のトークには、サプライズゲストとして声優の杉田智和やモノリスソフトの森住惣一郎が登場している。

### 真夏のスパロボトークキャラバン
2008年7月20日 - 8月9日に全国8ヶ所で本作のトークライブが開催された。寺田貴信、嶋崎直登が出演している。東京会場のみゲストとして声優の緑川光が登場した。

### TRYOUT
PDFダウンロード形式の無料WEBマガジン「TRYOUT」が発刊された。（既に配布は終了し、特設サイトのドメインも失効している）本作に登場した声優へのインタビューが掲載されている。

### キャラホビ2008
2008年8月30日と31日の両日、幕張メッセで開催されたキャラホビ2008に本作のブースが出展された。スペシャルステージには寺田貴信、嶋崎直登、キャラクターデザインの河野さち子、声優の緑川光、置鮎龍太郎、オリジナルキャラクターを演じる相沢舞（メール・ビーター役）、高口幸子（セツコ・オハラ役）、斉藤梨絵（ツィーネ・エスピオ役）が登場。さらにステージには特別ゲストとして、グラビアアイドルの長崎莉奈、木口亜矢、愛川ゆず季が、オリジナルキャラクターのコスプレ姿で登場した。会場にて「TRYOUT」号外が配布されている。

### CMのナレーション
テレビ版第1弾『多元世紀編』&ラジオ版
『超時空世紀オーガス』の桂木桂役と『超重神グラヴィオン』のサンドマン役の速水奨で、タイトルコールのみ水木一郎（なお、水木のコールはゲーム本編でも使用されている）。
テレビ版第2弾『新シリーズ編』
『交響詩篇エウレカセブン』のホランド役や『オーバーマン キングゲイナー』のカシマル役などの藤原啓治。
テレビ版第3弾『新シリーズ編（発売中Ver）』
オリジナルキャラクターのアサキム役や『超重神グラヴィオン』レイヴン役の緑川光。
スペシャルディスク
オリジナルキャラクターのメール役の相沢舞とツィーネ役の斉藤梨絵。
なお、『スパロボOGネットラジオ うますぎWAVE』のスーパーインフォロボメーションのコーナーで相沢舞が一時期タイトルコールを担当していたが、CMが流れるようになってからはタイトルコールの叫びがなくなっている。

### 購入特典
予約特典は「スーパーロボット大戦Z Premium Z Disc」。「スパロボ感謝祭2008」ダイジェストや開発現場レポート、PV・CM映像が収録されている。

## 関連商品

### 攻略本
- スーパーロボット大戦Z プレイヤーズバイブル ISBN 9784757744707
- スーパーロボット大戦Z パーフェクトバイブル ISBN 9784757745742
- スーパーロボット大戦Z 攻略真書 ISBN 9784575164770
- スーパーロボット大戦Z ザ・コンプリートガイド ISBN 9784048674898
- スーパーロボット大戦Z パーフェクトガイド ISBN 9784797351361

### コミック
スーパーロボット大戦Z コミックアンソロジー
2009年1月5日初版、一迅社、DNAメディアコミックス。ISBN 9784758004763
複数作家による二次創作の4コマ漫画および短編漫画。

### CD
スーパーロボット大戦Z オリジナルサウンドトラック
2008年12月10日発売 ランティス
本編BGMを収録したサウンドトラックCD。
負けないぜ!ガンレオン 葉山宏治 スーパーロボット大戦オリジナル音源集
2008年12月28日発売 D4エンタープライズ
葉山宏治が作曲したBGMのオリジナル音源が収録されている。